# 리오넬 플뤼메나이
리오넬 플뤼메나이(프랑스어: Lionel Plumenail, 1967년 1월 22일~)는 프랑스의 은퇴한 펜싱 선수로 주 종목은 플뢰레이다. 1996년 하계 올림픽에서 플뢰레 개인전 은메달을 획득했고, 2000년 하계 올림픽에서 단체전 금메달을 획득했다.